# Rio Dobruş
O Rio Dobruş é um rio da Romênia, afluente do Răcătău, localizado no distrito de Cluj.